# 崔勉
崔勉（？—？），字宣祖，博陵郡安平县（今河北省衡水市安平县）人，出自博陵崔氏的博陵第二房，北魏车骑大将军、左光祿大夫、仪同三司、殿中吏部二尚书、泰昌子崔孝芬长子，北魏官员。

## 生平
崔勉阅读了很多史籍书传，有处理公文的能力。正光初年，崔勉担任太学博士，平阳王元子攸担任御史中尉时，禀告皇帝任命崔勉为侍御史，永安年间，担任建节将军、尚书右中兵郎中。后来太尉、豫章王萧赞禀告皇帝任命崔勉为谘议参军，尚书右中兵郎中不变。崔勉因为举荐他人有失公允，被中尉高道穆上奏罢免官职。普泰年间，崔勉兼任尚书左丞。崔勉善于附会权贵，舆论讥笑他虚浮争逐。崔勉为尚书令尔朱世隆亲近相待，而尚书郎魏季景特别为尔朱世隆赏识，崔勉与魏季景心中非常不和睦。魏季景暗中请求担任尚书右丞，夺去崔勉所兼任的官职。尔朱世隆启用魏季景，崔勉惆怅怏怏若失，后担任安南将军、光禄大夫，兼任国子祭酒，掌管礼节制度。太昌初年，崔勉担任散骑常侍、征东将军、金紫光禄大夫、定州大中正，皇帝敕令左右厢属吏可以出入崔勉家。崔孝芬家被高欢收捕时，崔勉在外得以逃免。之后崔家得到赦免，崔勉才出现，见到高欢，高欢慰劳安抚他。天平末年，高欢派崔勉将勋贵大臣的妻子儿女送到定州，崔勉得以回到家乡，恰逢母亲李氏去世，崔勉悲痛嚎哭过度，染病去世，虚岁四十七。崔勉没有儿子，弟弟崔宣度把儿子崔龙子过继给他。

## 家族

### 父母
- 崔孝芬，北魏车骑大将军、左光祿大夫、仪同三司、殿中吏部二尚书、泰昌子
- 李氏

### 兄弟姐妹
- 崔猷，隋朝大将军、汲郡明公
- 崔宣度，北齐伏波将军、襄垣郡太守
- 崔宣轨，北魏尚书考功郎中，在晋阳被杀
- 崔宣质，在晋阳被杀
- 崔宣靖，北魏大司马、广陵王元欣记事参军事，在晋阳被杀
- 崔宣略，在晋阳被杀
- 崔宣默，北魏开府、广平王元赞东阁祭酒，在晋阳被杀
- 崔芷蘩，嫁北齐侍中、太子詹事李希仁
- 崔氏，魏孝明帝世妇

### 儿子
- 崔龙子，崔勉嗣子，北齐司徒功曹、太子率更令、司州司马